# Lussan (Gard)
Lussan is een gemeente in het Franse departement Gard (regio Occitanie). De plaats maakt deel uit van het arrondissement Nîmes. Lussan is lid van Les Plus Beaux Villages de France. De gemeente telde 531 inwoners op 1 januari 2022.

## Geografie
De oppervlakte van Lussan bedroeg op 1 januari 2022 46,92 vierkante kilometer; de bevolkingsdichtheid was toen 11,3 inwoners per km².

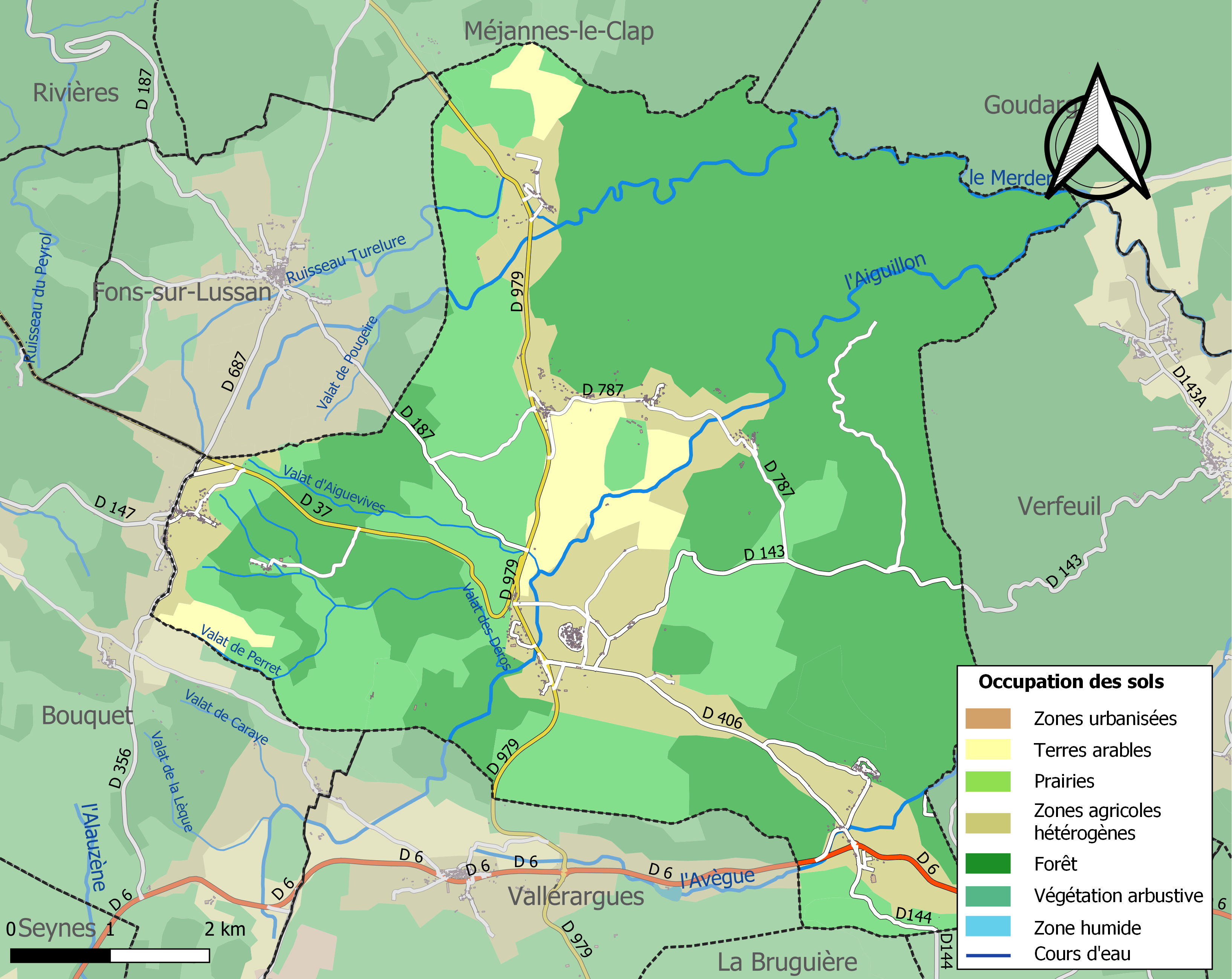
Kaart van de gemeente met belangrijkste infrastructuur, bodemgebruik en omliggende gemeenten

## Demografie
Onderstaande figuur toont het verloop van het inwonertal (bron: INSEE-tellingen).